# Armand Hammer United World College of the American West
Le Armand Hammer United World College of the American West (UWC-USA) est un établissement scolaire américain appartenant au réseau United World Colleges. Fondée en 1982 par l'industriel et philanthrope Armand Hammer, l'institution est localisée dans la ville de Montezuma, au Nouveau-Mexique. Dotée d'un internat, elle accueille, chaque année, 228 lycéens venus du monde entier et formés selon la pédagogie de Kurt Hahn. En 2007, le Wall Street Journal classe l'établissement parmi les 20 meilleures écoles pour ce qui est de la préparation à l'entrée à l'université.